# العلاقات الأندورية اليونانية
العلاقات الأندورية اليونانية هي العلاقات الثنائية التي تجمع بين أندورا واليونان.

## مقارنة بين البلدين
هذه مقارنة عامة ومرجعية للدولتين:
| وجه المقارنة                                              | أندورا                                                     | اليونان                                                                             |
| --------------------------------------------------------- | ---------------------------------------------------------- | ----------------------------------------------------------------------------------- |
| المساحة (كم2)                                             | 468                                                        | 131.96 ألف                                                                          |
| عدد السكان (نسمة)                                         | 76.18 ألف                                                  | 10.76 مليون                                                                         |
| الكثافة السكانية (ن./كم²)                                 | 16.28 ألف                                                  | 81.54                                                                               |
| العاصمة                                                   | أندورا لا فيلا                                             | أثينا، نافبليو                                                                      |
| اللغة الرسمية                                             | اللغة الكتالونية                                           | لغة يونانية، اليونانية الديموطيقية ‏                                                 |
| العملة                                                    | يورو                                                       | يورو، دراخما، فينيكس يوناني ‏                                                        |
| الناتج المحلي الإجمالي (بليون دولار)                      | 3.01 مليار                                                 | 200.29 مليار                                                                        |
| الناتج المحلي الإجمالي (تعادل القوة الشرائية) بليون دولار |                                                            | 285.45 مليار                                                                        |
| الناتج المحلي الإجمالي الاسمي للفرد دولار أمريكي          |                                                            | 18.00 ألف                                                                           |
| الناتج المحلي الإجمالي للفرد دولار أمريكي                 |                                                            | 26.85 ألف                                                                           |
| مؤشر التنمية البشرية                                      | 0.858                                                      | 0.865                                                                               |
| رمز المكالمات الدولي                                      | +376                                                       | +30                                                                                 |
| رمز الإنترنت                                              | .ad                                                        | .gr                                                                                 |
| المنطقة الزمنية                                           | ت ع م+01:00، توقيت وسط أوروبا، ت ع م+02:00، أوروبا/أندورا ‏ | توقيت شرق أوروبا، ت ع م+02:00، ت ع م+03:00، توقيت شرق أوروبا الصيفي ‏، أوروبا/أثينا ‏ |

## منظمات دولية مشتركة
يشترك البلدان في عضوية مجموعة من المنظمات الدولية، منها:
| علم المنظمة | اسم المنظمة                    | تاريخ انضمام أندورا | تاريخ انضمام اليونان |
| ----------- | ------------------------------ | ------------------- | -------------------- |
|             | الاتحاد الدولي للاتصالات       | 12 نوفمبر 1993      | 1866                 |
|             | منظمة حظر الأسلحة الكيميائية   | ?                   | ?                    |
|             | يونسكو                         | 20 أكتوبر 1993      | 4 نوفمبر 1946        |
|             | مجلس أوروبا                    | ?                   | 9 أغسطس 1949         |
|             | الأمم المتحدة                  | 28 يوليو 1993       | 25 أكتوبر 1945       |
|             | منظمة الشرطة الجنائية الدولية  | ?                   | ?                    |
|             | منظمة الأمن والتعاون في أوروبا | 25 أبريل 1996       | 25 يونيو 1973        |

## وصلات خارجية
- موقع وزارة الخارجية الأندورية
- موقع وزارة الخارجية اليونانية